# Leucophlebia paul
Leucophlebia paul là một loài bướm đêm thuộc họ Sphingidae. Nó được tìm thấy ở Tanzania.